# قلعة يابانية

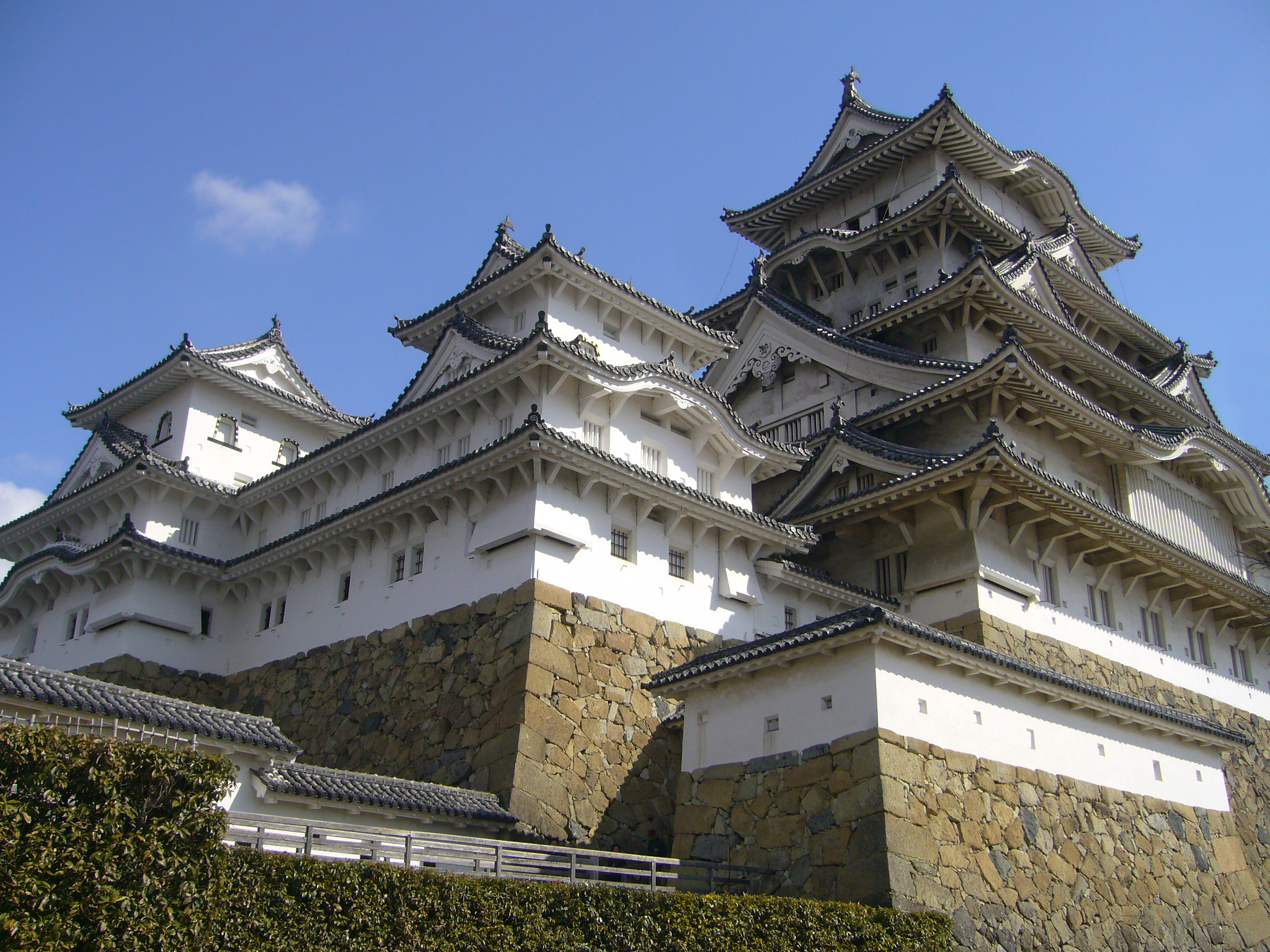
قلعة هيميجي، أحد مواقع التراث العالمي، هي من أكثر القلاع اليابانية زيارة وتقع في محافظة هيوغو.

القلعة اليابانية (باليابانية: 城 شيرو) كانت عبارة عن محمية تتكون أساسا من الخشب والحجر. تطورت من الحواجز الخشبية التي كانت سائدة في القرون السابقة، وأصبحت تأخذ شكلها الحالي في القرن السادس عشر. مثلما هي القلاع الأوروبية وغيرها فقد بنيت القلاع اليابانية لحراسة مواقع إستراتيجية هامة، مثل الموانئ ومعابر الأنهار أو مفترقات الطرق، وسخرت في الكثير من الأحيان تضاريس الأرض في عملية الدفاع عن القلعة.
على الرغم من أنها بنيت لتبقى لفترة طويلة واستخدمت الحجارة في بناءها أكثر من معظم المباني اليابانية الأخرى إلا أن الأخشاب لا تزال تستخدم في بناء القلاع اليابانية في المقام الأول ولذلك فقد تدمر مع مرور السنين. وقد لوحظ هذا الأمر بشكل خاص خلال فترة سينغوكو (فترة الدويلات المتحاربة) خلال الفترة (1467-1603)، حيث أن الكثير من تلك القلاع كانت قد بنيت لأول مرة. إلا أنه تم إعادة بناء الكثير منها سواء في وقت لاحق من فترة سنغوكو أو في فترة إيدو (1603-1867) التي أعقبت ذلك، أو في فترات أحدث من الآونة الأخيرة، على اعتبارها مواقع للتراث الوطني أو المتاحف. واليوم، هناك حوالي خمسين قلعة موجودة كليا أو جزئيا في اليابان، إذ تشير التقديرات إلى أنه وجد في فترة من الفترات حوالي خمسة آلاف قلعة. بعض القلاع مثل تلك التي بنبيت في ماتسويه وكوتشي وكلاهما بني في عام 1611 لا تزال موجودة في أشكالها الأصلية، ولم يلحقها أي ضرر من حصار أو غير ذلك من التهديدات. بينما آخر القلاع المدمرة هي قلعة هيروشيما التي دمرت أثناء القصف الذري في نهاية الحرب العالمية الثانية، ثم أعيد بناؤها في عام 1958 كمتحف.
يستخدم حرف الكانجي '城' الذي يلفظ وحيدا بلفظ شيرو، ويلفظ بلفظ جو عندما يكون ملحقا باسم القلعة.على سبيل المثال، فإن قلعة أوساكا تدعى أوساكا-جو (大阪城) باليابانية.

## التاريخ

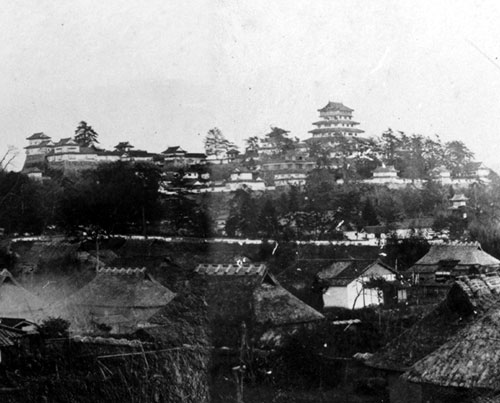
صورة قديمة لقلعة تسوياما.

كانت القلاع اليابانية في الأصل تعتبر كحصون فقط، وكان هدفها الرئيسي هو الدفاع العسكري، حيث توضعت القلاع اليابانية في مواقع إستراتيجية غالبا على طول الطرق التجارية أو مفارق الطرق والأنهار. وباستمرار بناء القلاع استمر أخذ تلك الاعتبارات في الحسبان لعدة قرون، بالإضافة إلى ذلك فقد تم بناء القلاع لتكون بمثابة مراكز للحكم أيضا. بحلول فترة المقاطعات المتحاربة، فقد بدأت مهمة القلاع كمعاقل ومنازل للدايميو (أمراء الإقطاعيات)، بالإضافة إلى جذب إعجاب وترهيب منافسيه، ليس فقط بقوة تحصينها، وإنما أيضا بفاخمتها وأناقة تصميمها الداخلي وفنون الهندسة المعمارية والديكور. كان أودا نوبوناغا هو أحد أوائل من بنى واحدة من هذه القلاع في موقع قلعة أزوتشي عام 1576، وكانت أول قلاع اليابان التي يبنى فيها برج (天守阁، تينشوكاكو)، بناء هذه القلعة ألهم كل من تويوتومي هيديوشي في بناء قلعة أوساكا وتوكوغاوا إياسو في بناء قلعة إيدو. كانت قلعة أزوتشي بمثابة مركز للتحكم في أراضي أودا، وأيضا بمثابة منزل فخم له، بالإضافة فقد بنيت بحرص شديد وكانت ذات موقع استراتيجي. بنيت القلعة على بعد مسافة قصيرة من العاصمة كيوتو، التي طالما كانت هدفا للعنف، حيث اختير موقع القلعة بعناية بشكل يعطيها قدرا كبيرا من السيطرة على طرق المواصلات والنقل لأعداء أودا.
قبل فترة سنغوكو، كانت معظم القلاع تدعى ياماشيرو (山城)، أو القلاع الجبلية. على الرغم من أن معظم القلاع في وقت لاحق بنيت فوق التلال أو الجبال، فقد بنيت القلاع ضمن الجبال. حيث أزيلت الأشجار وغيرها، واستخدمت الأحجار والتراب من الجبال نفسها لتشكيل تلك التحصينات. كما تم حفر خنادق كعقبات تحول دون تقدم المهاجمين، وكذلك للسماح للصخور بالتدحرج إلى الأسفل للسقوط على المهاجمين. كما أنشأت الخنادق المائية عن طريق تحويل مجاري الأنهار الجبلية. كانت المباني في المقام الأول من الحجارة والطين ويبنى أسقف من القش فوقها. كما أنشأت فتحات صغيرة في الجدران لاستخدامها في رمي السهام أو إطلاق النار من البنادق على الأعداء. نقطة الضعف الرئيسية في هذا النمط من البناء هو عدم الاستقرار العام. حيث كان القش سهل الاشتعال بسهولة أكبر من الخشب، كما أن عوامل الطقس وتآكل التربة منع إنشاء هياكل كبيرة وثقيلة. وهكذا بدأ باستخدام قواعد حجرية في البناء وتغليف التلال بطبقة من الحصى ثم بطبقة من الصخور الكبيرة فوق ذلك. هذا الدعم سمح ببناء قلاع أكبر وأثقل وأكثر دواما من سابقاتها.

### القلاع الأولى

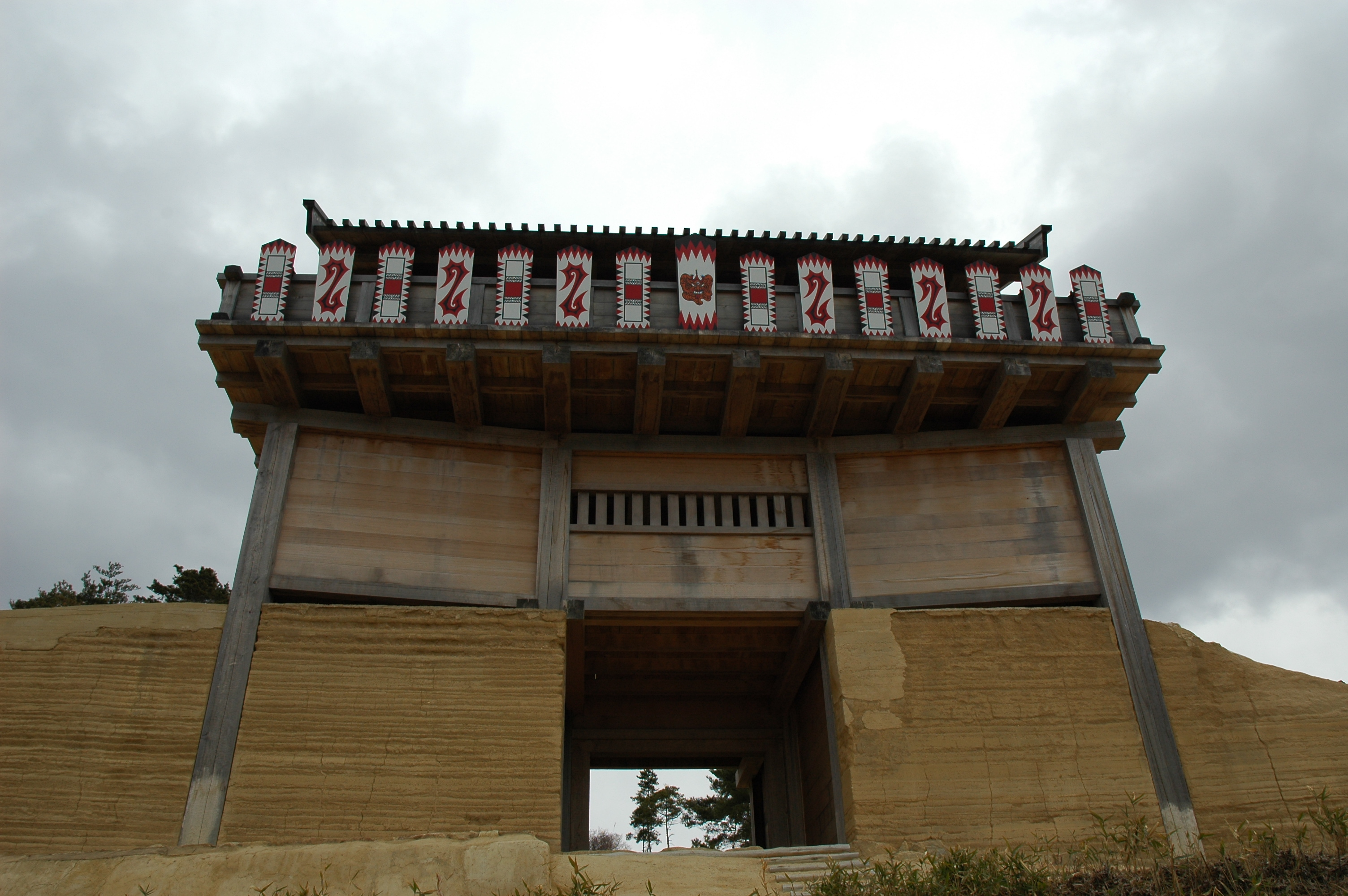
البوابة الغربية المعاد بناؤها من قلعة كي.

من الصعب وصف أول التحصينات في اليابان باستخدام مصطلح «قلعة». حيث أنها كانت تصنع أساسا من الخشب، وأقدم التحصينات استخدمت بشكل كبير الدفاعات الطبيعية والتضاريس أكثر من الدفاعات التي هي من صنع الإنسان. لم يكن يقصد من بناء كوغوإيشي وتشياشي استخدامها للدفاع على المدى الطويل ناهيك عن استخدامها كمساكن، فقد بنى السكان الأصليين تلك التحصينات عندما كانت هناك حاجة إليها ثم تخلوا عن تلك المواقع بعد ذلك.
بدأ الناس في فترة ياماتو بشكل جدي في بناء المدن في القرن السابع، مع التوسع في القصور المحاطة بالجدران على الجوانب والبوابات الضخمة. كما بنيت التحصينات والقلاع الخشبية في أنحاء الريف للدفاع عن الأراضي من هجمات الشعوب المحلية مثل إيميشي والأينو والمجموعات الأخرى، وخلافا لسابقاتها من المباني البدائية فقد كانت هذه الهياكل دائمة نسبيا حيث بنيت في زمن السلم. بنيت هذه إلى حد كبير كامتداد للمعالم الطبيعية، وغالبا ما استخدم فيها أكثر من التحصينات والحواجز الخشبية.
في فترة نارا بني حصن دازايفو الذي سيطر من خلاله على جميع كيوشو لعدة قرون لاحقة، وكان بناؤه على هذا النحو، وما زالت بعض البقايا من هذا الحصن إلى هذا اليوم.كما شيد حصن حول القلعة ليكون بمثابة الخندق للمساعدة في الدفاع عن القلعة وفقا للفلسفة الاستراتيجية العسكرية في ذلك الوقت، وكان يملأ بالماء في أوقات الصراع فقط. سمي هذا النوع من القلاع باسم ميزوكي (水城)، أو «قلعة الماء» حيث أن الحرف المستخدم للتعبير عن القلعة أو الحصن (城)، بقي يقرأ بحرف «كي» حتى القرن التاسع.
وعلى الرغم من أنها كانت إلى حد ما بسيطة البناء والمظهر، فإن هذه الحصون الخشبية الترابية كانت قد صممت لتبهر الأعداء بالإضافة إلى القيام بدور دفاعي بصورة فعالة ضد أي هجوم. أثرت العمارة الكورية والصينية في تصميم المباني اليابانية متمضمنة التحصينات في تلك الفترة. إن بقايا بعض من تلك التحصينات تظهر الفرق بين ما ظهر منها لاحقا ومن الممكن رؤية بعضها في مناطق من كيوشو وتوهوكو.

### فترة العصور الوسطى
شهدت فترة هييآن (794-1185) تحولا من الحاجة إلى الدفاع عن الدولة بأكملها من الغزاة إلى الدفاع عن أمراء القصور أو إقطاعيو الأراضي. كانت المعارك مستمرة في القتال في الشمال الشرقي من هونشو (منطقة توهوكو) ضد السكان الأصليين، وبدأ محاربو الساموراي بالظهور قرب نهاية هذه الفترة، وجلبت النزاعات بين مختلف العائلات النبيلة على السلطة والنفوذ الإمبراطوري المزيد من التطورات العسكرية. حيث أن الحرص الدفاعي في المقام الأول في الأرخبيل الياباني لم يعد من القبائل أو الغزاة الأجانب بقدر ما كان بسبب الصراعات الداخلية داخل اليابان بين الساموراي المتنافسين أو غيرهم من العشائر الكبيرة والقوية، ونتيجة لذلك تأثرت الاستراتيجيات والمواقف الدفاعية وتكيفت مع المتطلبات الجديدة. ومع تطور الإقطاعات وظهور العشائر ظهرت أحلاف في خدمة القصر الإمبراطوري وتلك الأحلاف أصبحت على عداوة، وكانت العداوات تظهر وتختفي مع تغيير كل مجموعة للحلف الذي تنتمي إليه.
كانت حرب غينبيه (1180-1185) بين عشيرة ميناموتو وعشيرة تايرا، وحرب نانبوكو-تشو (1336-1392) بين الحكم الإمبراطوري الشمالي والجنوبي هي من أهم الصراعات التي حددت هذه التطورات خلال ما يسمى أحيانا بفترة العصور الوسطى في اليابان.
كانت التحصينات لا تزال تبنى بالكامل تقريبا من الخشب، وكانت تستند إلى حد كبير إلى الطرازات الصينية والكورية. إلا أنها مع الوقت بدأت تصبح أكبر وتتضمن المزيد من المباني لاستيعاب زيادة حجم الجيش، وأصبحت مبانيها أكثر دواما من ذي قبل. هذا النمط من التحصينات المتقدمة تطور بشكل تدريجي من الطرازات السابقة واستخدم في جميع الحروب في فترة هييآن (770-1185)، وتطورت للمساعدة في الدفاع عن شواطئ كيوشو من غزوات المغول في القرن الثالث عشر.
أحكمت حكومة أشيكاغا التي أنشأت في ثلاثينات القرن الرابع عشر القبضة على أرخبيل اليابان، وحافظت على السلام لأكثر من قرن. واستمر تطور القلاع في فترة أشيكاغا وإلى الفترة اللاحقة من فترة سينغوكو. وأصبحت القلعة مجمعات أكبر تحتوي على عدد من المباني والتي كان بعضها معقدا جدا، لأنها أصبحت الآن بمثابة مساكن، ومراكز القيادة العسكرية بالإضافة إلى عدد من الأغراض الأخرى.

### فترة سينغوكو
كانت حرب أونين التي اندلعت في عام 1467 هي بداية فترة ما يقرب من 150 عاما من حرب واسعة النطاق (تسمى فترة سينغوكو) بين دايميو (أمراء الإقطاعيات) عبر كامل الأرخبيل الياباني. حيث أنه على طول مدة حرب أونين (1467-1477) وإلى آخر فترة سينغوكو تحولت مدينة كيوتو بأسرها إلى ساحة حرب، وتعرضت لخسائر كبيرة. وأصبحت قصور العوائل النبيلة في أنحاء المدينة محصنة بشكل متزايد على مدى فترة السنوات العشر تلك، كما جرت محاولات لعزل المدينة ككل من غارات جيوش الساموراي التي كان من شأنها أن تهيمن على المكان لأكثر من قرن.
ومع تحول الدايميو إلى مسيطرين محليين، انزلق اليابان إلى الحرب وسرعان ما بدؤوا بتوسيع قوتهم وبناء القواعد العسكرية وتأمين مساكن للجنود، وبناء تحصينات إضافية في مواقع تكتيكية مهمة. وكانت القلاع الجبلية التي بنيت في الأصل لهدف دفاعي محض أو كقواعد تمكن أمير الإقطاع الاستتار بها بسلام أثناء المعارك، فإن الكثير من تلك القلاع تطور إلى مساكن دائمة، مع تطوير تصميماتها وجعلها أكثر فخامة.
وبدأ ظهور الأشكال والأساليب المعمارية التي تعتبر الآن أن النمط الشائع للقلاع اليابانية الكلاسيكية في ذلك الوقت، وتطورت المدن بجانب القلاع (城下町) جوكاماتشي «مدينة تحت القلعة» بالترافق مع ذلك. وعلى الرغم من هذه التطورات إلا أن أكثر قلاع فترة سينغوكو ظلت عبارة عن شكل أكثر تعقيدا لنسخ من التحصينات الخشبية الموروثة من القرون السابقة. ولقد كانت فترة الثلاثين عام الأخيرة من فترة سينغوكو هي التي شهدت تطورات كبيرة للقلاع في اليابان متمثلة ببناء قلعة هيميجي، القصر الإمبراطوري في إيدو، وقلاع أخرى لا تزال باقية إلى اليوم. هذه الفترة من الحرب بلغت ذروتها في فترة أزوتشي-موموياما وهي الفترة التي شهدت بعضا من أكبر المعارك في العالم ما قبل الحديث، وشهدت تقدما كبيرا في مجال التكنولوجيا العسكرية والاستراتيجية والتكتيكية.

### فترة أزوتشي-موموياما

قلعة ناغويا

خلافا لما حدث في أوروبا حيث أن ظهور المدافع أدى إلى نهاية عصر القلاع، فقد كان من الطريف أن بداية بناء القلاع اليابانية بدأ بالترافق مع بداية استخدام الأسلحة النارية. على الرغم من ظهور الأسلحة النارية لأول مرة في اليابان في 1543، وأن تصميم القلاع شهد تطورات كردة فعل، فقد كان بناء قلعة أزوتشي عام 1570 هو أول مثال على القلاع ذات التصميم الجديد، حيث كانت أكبر وأعظم من القلاع التي سبقتها، حيث لها قاعدة حجر كبير وتركيب معقد من الحجرات وبرج مركزي طويل. علاوة على ذلك، كانت القلعة تقع على سهل، وليس على جبل كثيف الأشجار، وكان الاعتماد بدرجة أكبر على البنية الدفاعية من صنع الإنسان وليس على حماية البيئة الطبيعية. تلك الخصائص بالترافق مع المظهر العام وتنظيم القلعة اليابانية والتي تطورت مع تلك النقطة أصبحت تعرف نموذج القلعة اليابانية المعروف. ولأهمية القلاع في تلك الحقبة فقد سميت الحقبة من اسم قلعتي فوشيمي-موموياما التي بناها هيديوشي، وقلعة أزوتشي وهما القلعتان اللتان أصبحتا نموذج للقلاع اليابانية اللاحقة.
إن ظهور البندقية أدى إلى تحولات مفاجئة في التكتيكات العسكرية للمعارك في اليابان. على الرغم من أن تلك التحولات كانت معقدة ومتعددة، فإن واحدة من المفاهيم الرئيسية للتغييرات في تصميم القلعة في هذا الوقت هو مفهوم المعركة عن مسافة. حيث أنه على الرغم من وجود عمليات تبادل إطلاق السهام في الرماية سابقا عند الساموراي منذ المعارك في فترة هييآن أو قبل ذلك، فإن تبادل إطلاق النار بالبنادق كان ذو تأثير أكثر بكثير على نتيجة المعركة، وتتضاءل طراز القتال بالأيدي الذي كان شائعا في ذلك الحين بسبب الاستخدام المتزايد للأسلحة النارية.
كان أودا نوبوناغا واحدا من أكثر القادة خبرة في الاستخدام التكتيكي للأسلحة الجديدة، وبنى قلعة أزوتشي، التي أصبحت منذ ذلك الحين ينظر إليها على أنها تصميم نموذج قلعة المرحلة الجديدة حيث أخذ تلك الاعتبارات في الحسبان. حيث أن حجر الأساس للقلعة مصمم لمقاومة الضرر من كرات المدافع البنادق وهو أفضل من الخشب أو التربة وإن الحجم الكامل الكبير للقلعة يزيد من صعوبة القضاء عليها. كما أن الأبراج طويلة القامة المقامة على سهل يوفر لها وضوح أكبر للمناطق التي يمكن للمهاجمين استخدام أسلحتهم منها، كما أن وجود مجموعة معقدة من أفنية الأسوار تتيح فرصا إضافية للمدافعين لاستعادة السيطرة على أجزاء من القلعة في حال سقوطها.
كانت المدافع نادرة في اليابان نظرا لتكاليف الحصول عليها من الأجانب، والصعوبة في سباكة مثل تلك الأسلحة نفسها بسبب أن المسابك الموجودة التي كانت تستخدم لصنع أجراس المعابد من البرونز كانت ببساطة غير ملائمة لإنتاج مدفع من الحديد أو الصلب. كان بعض من المدافع القليلة التي استخدمت أصغر وأضعف من تلك التي تستخدم في الحصار في أوروبا، وكثير منهم أحضروا في الواقع من السفن الأوروبية وركبت للعمل في الأرض؛ وحيث أن قدوم المدافع وغيرها من أسلحة المدفعية وضع نهاية للقلاع الحجرية في أوروبا، فقدت بقيت القلاع الخشبية في اليابان لعدة قرون طويلة من بعدها. كان هناك عدد قليل من القلاع مجهز بمدافع في جدرانها، ولكن تلك كانت عبارة عن بنادق مطورة تفتقر إلى الكثير من قوة المدفع الحقيقية. عندما كانت أسلحة الحصار تستخدم في اليابان كانت في أغلب الأحيان عبارة عن مناجق أو المرجام الصينية الطراز، واستخدمت كأسلحة مضادة للأفراد. وليس هناك أي سجل يشير إلى أن هدف تدمير جدران قد كان في أي وقت مضى من ضمن إستراتيجية الحصار اليابانية. في الواقع، فإنه كثيرا ما ينظر إليه على أنه أكثر شرفا، وأكثر قوة من الناحية التكتيكية للمدافع أن يقود قواته للمعركة خارج القلعة. وعندما كانت المعارك لا تحل بتلك الطريقة في ساحة المعركة، فإن الحصار كان يتم ببساطة عن طريق منع الإمدادات إلى القلعة، وهي جهود من الممكن أن تستمر لسنوات، ولكنها تضمنت ما يزيد قليلا على مجرد الإحاطة بالقلعة بالتناسب مع حجم القوة الكافية لحين الحصول على الاستسلام.
وهكذا فإن الحافز على ظهور نوع جديد من البنية الدفاعية لم يكن المدافع، ولكن كان ظهور الأسلحة النارية. حيث أن البنادق الرامية للرصاص، وسلاح الفرسان كان بإمكانها التغلب على الحواجز الخشبية بسهولة نسبية، ولهذا دخلت القلاع الحجرية حيز الاستخدام.
تم تدمير قلعة أزوتشي في غضون عدة سنوات من الانتهاء من بنائها، ولكن مع ذلك كانت إيذانا ببدء مرحلة جديدة من القلعة وبني العديد من القلاع في السنوات اللاحقة ومنها قلعة أوساكا التي أنجزت في عام 1583. تتضمنت تلك القلعة جميع المزايا الجديدة وفلسفات بناء قلعة أزوتشي، وكانت أكبر وأكثر بروزا للموقع، وأطول أمدا.وكانت آخر معقل للمقاومة لإنشاء شوغونية توكوغاوا (انظر حصار أوساكا)، وظلت بارزة إن لم يكن سياسيا أو عسكريا بشكل كبيرا من خلال نشوء مدينة أوساكا من حولها وتتطورها إلى واحدة من المراكز التجارية الأولى في اليابان.

### غزو كوريا
تزامن غزو كوريا من قبل تويوتومي هيديوشي في الفترة بين 1592 و 1598، في نفس الوقت في ذروة فترة أزوتشي موموياما وهي فترة تطور أسلوب البناء للقلاع داخل اليابان. وقد بنيت العديد من القلاع اليابانية التي تسمي واجو (القلعة اليابانية) على على طول الساحل الجنوبي لكوريا. كل ما تبقى من هذه القلاع اليوم هي القواعد الحجرية.

### فترة إيدو

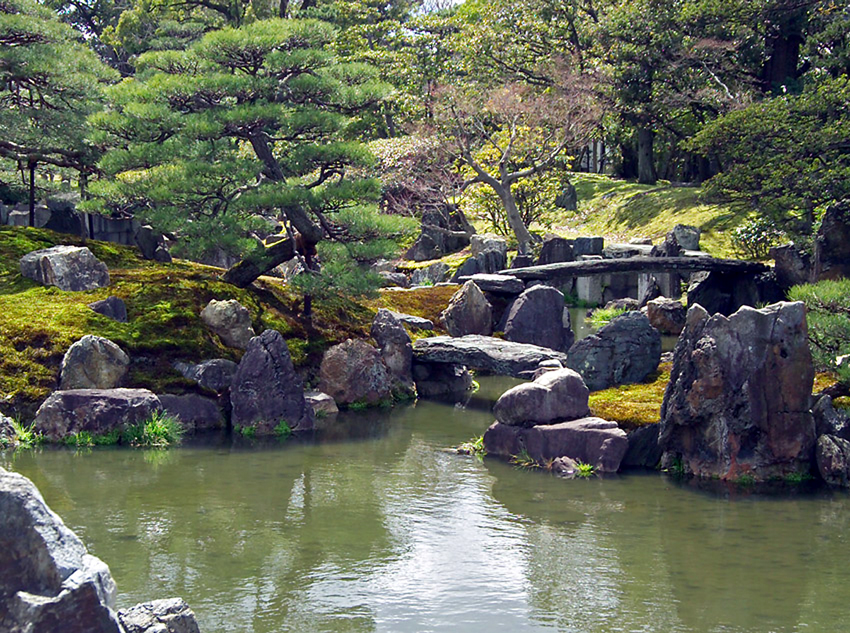
حديقة ني نو مارو في قلعة نيجو في كيوتو.

بعد انقضاء ما يقرب من فترة قرن ونصف من الحرب في فترة سينغكوكو والتي كانت قد شهدت تغيرات وتطورات كبيرة في التكتيكات العسكرية والمعدات، فضلا عن ظهور أسلوب القلعة أزوتشي-موموياما، تلتها فترة إيدو والتي استمرت أكثر من مئتي وخمسين عاما من السلام وبدأت في حوالي 1600-1615 وانتهت في 1868. لم يعد هناك للقلاع في فترة إيدو بما فيها تلك التي نجت من فترة أزوتشي-موموياما السابقة، أي أهمية للدفاع ضد القوى الخارجية كما كان الغرض الأساسي منها. وبدلا من ذلك، فقدت كانت في المقام الأول بمثابة منازل فاخرة للدايميو وعائلاتهم والخدم، وحماية الدايميو وقاعدة نفوذه ضد انتفاضات الفلاحين وغيرها من العصيان الداخلي. بدورها فإن شوغونية توكوغاوا ومن أجل إحباط تركز السلطة على جزء من الدايميو، قامت بتحديد عدد القلاع الممكن لكل هان (إقطاعة) ملكها مع وجود استثناءات قليلة])، وعدد من سياسات أخرى بما في ذلك سانكين كوتاي. كما كان هناك أيضا في بعض الأحيان فرض للقيود على حجم المفروشات في تلك القلاع، وعلى الرغم من أن الكثير من الدايميو ترعرعوا فقراء في وقت لاحق من تلك الفترة، ومع ذلك سعوا قدر الإمكان إلى استخدام تلك القلاع لتمثيل السلطة والثروة. لم يتغير النمط المعماري العام كثيرا عن الفترات العسكرية، إلا أن المفروشات والمعدات في الداخل كانت فخمة لدرجة كبيرة.
هذه القيود المفروضة على عدد القلاع التي كان يسمح لكل هان امتلاكها، كان لها آثار عميقة ليس فقط من الناحية السياسة ولكن أيضا من الناحية الاجتماعية، وعلى القلاع أنفسها. حيث أنه في فترات سابقة كان محاربي الساموراي يقطنون في أو حول عدد كبير من القلاع المنتشرة هنا وهناك، اما بعد أن اقتصرت القلاع على عواصم الهان وإيدو، أدى ذلك إلى تركز الساموراي في المدن، والغياب شبه التام لهم من الريف والمدن التي لم تكن العواصم الإقطاعية (ككيوتو وأوساكا على وجه الخصوص) وكانت هذه سمات هامة للملامح الاجتماعية والثقافية لفترة إيدو. من جهة أخرى، فإن القلاع في عواصم الهان توسعت بشكل كبير، ليس فقط لاستيعاب العدد المتزايد من الساموراي وتقديم الدعم لهم، وإنما أيضا لتمثيل القوة والهيبة للدايميو بعد أن تركز في قلعة واحدة. توسعت رقعة قلعة إيدو إلى حوالي 20 ضعف في الفترة بين 1600 و 1636 بعد أن أصبحت مركز الشوغون. أدى هذا التوسع الكبير للقلاع والعدد الكبير من الساموراي الذين سكنوا من حولها إلى وقوع انفجار في النمو الحضري في القرن السابع عشر في اليابان.
وبنتيجة زيادة الاتصال مع القوى الغربية في منتصف القرن التاسع عشر، فإن بعض القلاع مثل قلعة غوريوكاكو في هوكايدو تحولت مرة أخرى للأغراض العسكرية. لم تعد هناك حاجة لمقاومة هجمات فرسان الساموراي أو فرق البنادق، ولذلك جرت محاولات لتحويل قلعة غوريوكاكو، وحفنة من القلاع الأخرى في أنحاء البلاد لهدف الدفاع ضد هجمات مدافع السفن البحرية الغربية.

### القلاع في اليابان اليوم

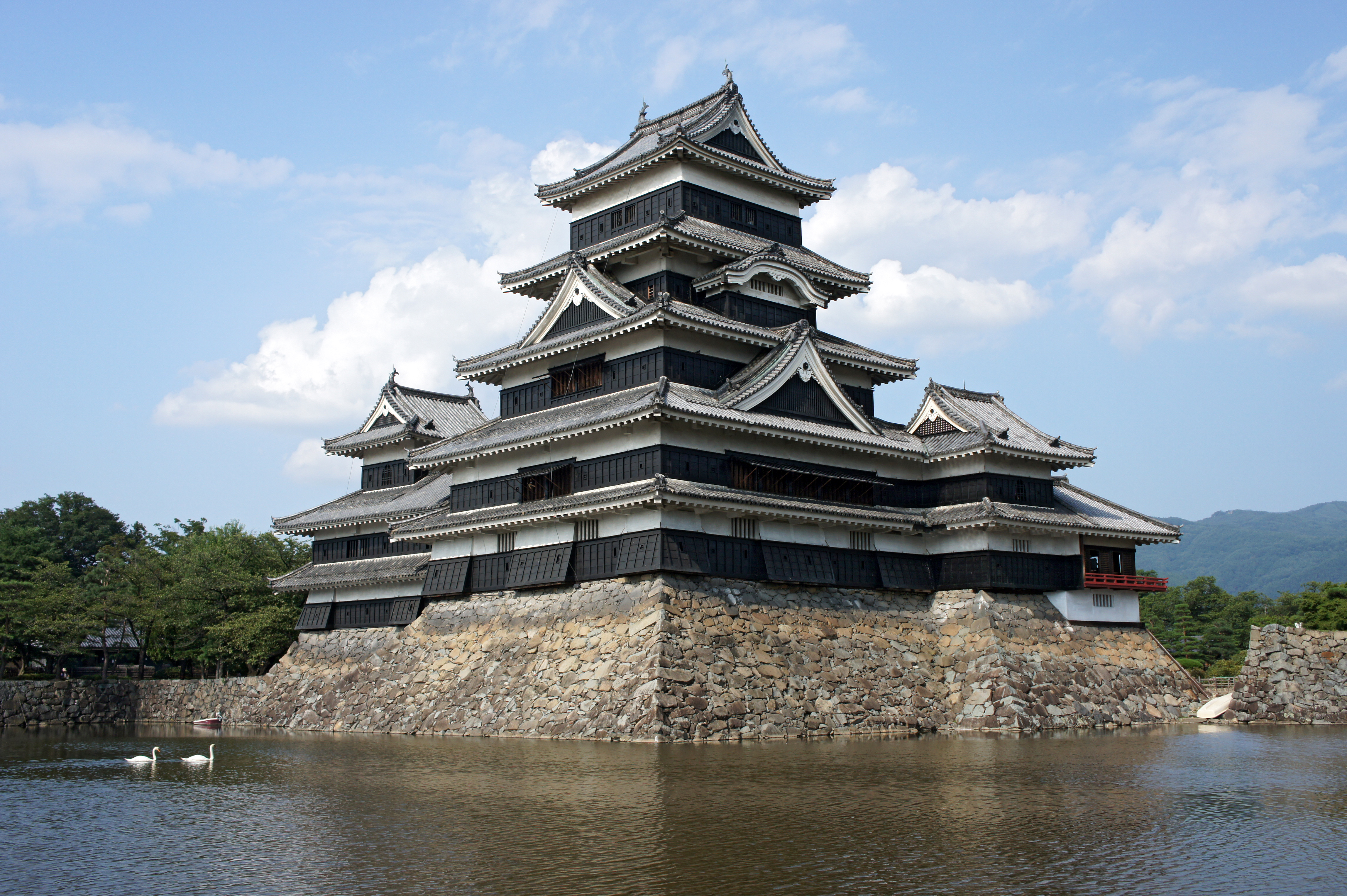
قلعة ماتسوموتو في محافظة ناغانو.

بعد انتهاء شوغونية توكوغاوا، سلمت جميع القلاع الإقطاعية مع المناطق التابعة لها إلى حكومة ميجي في عام 1871. كانت تلك القلاع تعتبر من رموز النخبة الحاكمة السابقة خلال إصلاح ميجي، ولهذا تم تفكيك أو تدمير نحو 2,000 من تلك القلاع. ولهذا فإن العديد من القلاع الباقية في اليابان اليوم هي قلاع تم إعادة بناؤها. وقد تم إعادة بناء البعض منها من الإسمنت بشكل يشابه التصميم الخشبي الأصلي. جميع القلاع إلى جانب عدد من المواقع ذات الأهمية التاريخية أو الطبيعية محمية بموجب مجموعة من القوانين التي سنت لهذا الغرض. الأول من هذه القوانين صدر في عام 1919، وتبعه بعد ذلك بعشر سنوات في عام 1929 قانون الحفاظ على الكنوز الوطنية. دمرت بعض القلاع في الحرب العالمية الثانية بما في ذلك قلعة هيروشيما.

## الهندسة المعمارية والدفاعات
بنيت القلاع اليابانية في مجموعة متنوعة من البيئات، إلا أن معظمها شيد بأشكال متنوعة ضمن طراز معماري واحد. كانت قلاع ياماشيرو أو «قلعة الجبل» هي الأكثر شيوعا، وتوفر أفضل الدفاعات الطبيعية. ومع ذلك، فإن القلاع المبنية على سهول منبسطة 平城 هيراشيرو وتلك التي بنيت على أراضي التلال المنخفضة 平山城 هيراياماشيرو ليست أقل شيوعا، وعدد قليل جدا من القلاع المنعزلة كانت أصغر نسبيا ومبنية على الجزر الاصطناعية أو الطبيعية، أو في البحيرات أو البحار، أو على طول الشاطئ.

## الجدران والأساس

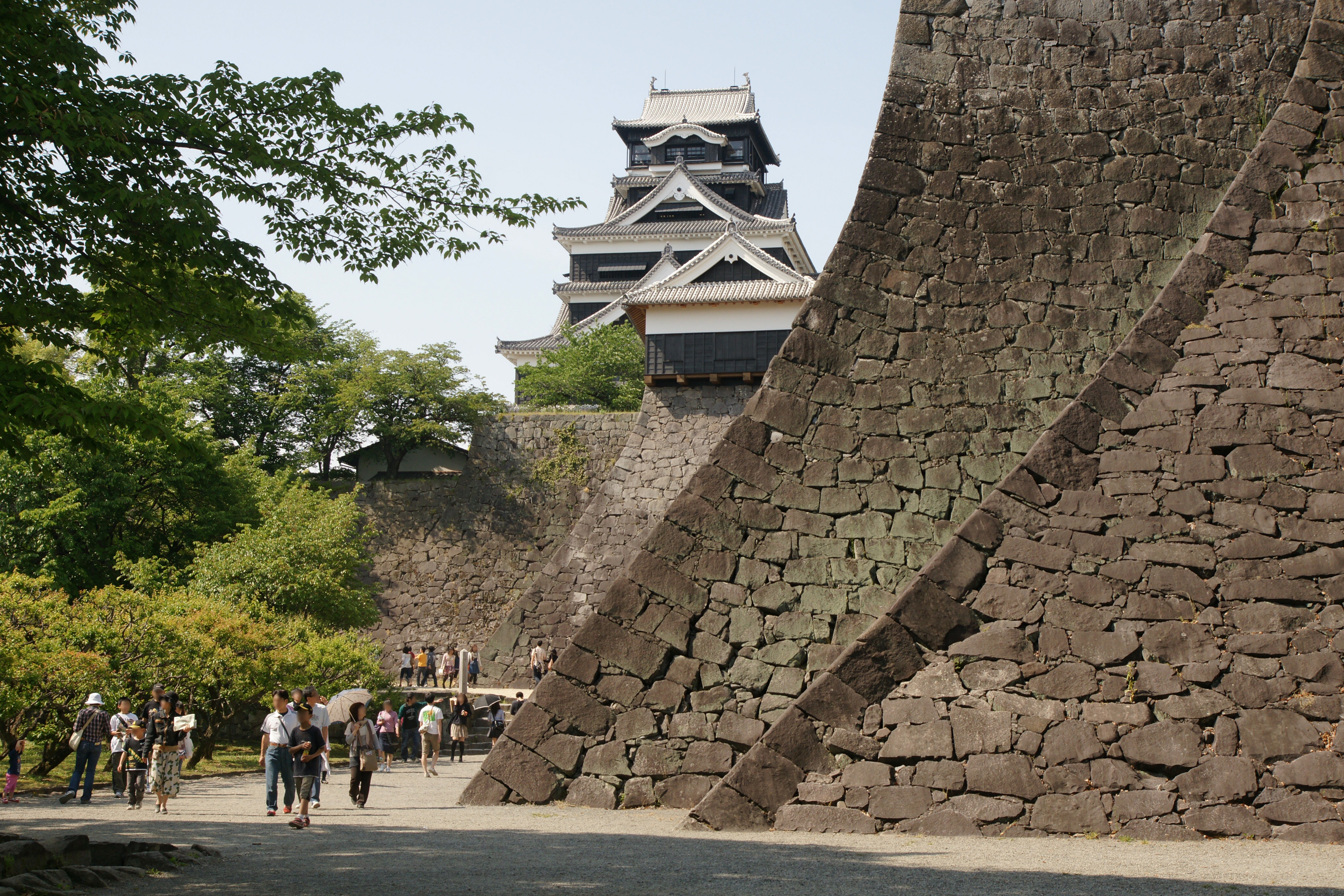
الجدران المائلة التي تقوم عليها قلعة كوماموتو.

بنيت القلاع اليابانية تقريبا على الدوام فوق تلة أو رابية، وكثيرا ما تكون التلة مصطنعة حيث تنشأ خصيصا لهذا الغرض. وهذا لا يساعد كثيرا في الدفاع عن القلعة فحسب، بل أيضا يسمح لها بنطاق نظر أكبر على الأراضي المحيطة بها، ويجعل القلعة تبدو أكثر مدعاة للإعجاب والرهبة. في بعض النواحي فإن استخدام الحجر، وتطوير النمط المعماري للقلعة كان خطوة طبيعية لتطوير الحواجز الخشبية التي سادت في القرون السابقة. وأعطت التلال للقلاع جدران منحدرة ساعدت في حمايتها من الزلازل.
كما أن عددا من التدابير الأخرى تم اختراعها لإبقاء المهاجمين خارج الجدران بما في ذلك أواني الرمال الساخنة، وتوضع المدافع، والسهام من الشقوق التي يمكن للمدافعين منها إطلاق النار على المهاجمين بينما يتمتعون بتغطية كاملة تقريبا. بالإضافة لوجود مساحات في الجدران لإطلاق النار والتي يطلق عليها اسم «ساما»، وعليه أطلق على السهام التي تطلق منها «ياساما» والبنداق باسم «تيبوساما».من الأساليب الأخرى لعرقلة المهاجمين تتضمن، الشوائك المعدنية أو عصي الخيزران المزروعة في الأرض بشكل مائل، أو استخدام جذوع الأشجار وفروعها موجهة إلى الخارج لتكون عقبة تواجه الجيش المقترب. كما أن العديد من القلاع والأبواب تضمن بناؤها عددا من الأبراج، وعلق بعضها جذوع في الحبال لتسقط على المهاجمين.
كانت أسرة أنو من مقاطعة أومي هي من أشهر المعماريين في بناء القلاع في أواخر القرن السادس عشر، والتي كانت مشهورة لبناء القواعد بزاوية 45 درجة، والتي بدأت أيضا ببناء الأبراج، ومداخل القلاع، والأبراج الركنية، وليس فقط الجسم الرئيسي للقلعة.
إن القلاع اليابانية وبشكل شبيه لتلك الأوروبية تظهر فيها الجدران الحجرية الضخمة والخنادق المائية الكبيرة. ومع ذلك فإن الجدران كانت تقتصر على القلعة نفسها ولم تكن تمد لتحيط بما حول القلعة (مدينة القلعة)، إلا في حالات نادرة جدا بنيت فيها الجدران على طول الحدود. ويأتي ذلك من تاريخ اليابان لفترة طويلة في عدم وجود خوف من الغزو، والتي تقف في تناقض صارخ مع فلسفات البنية الدفاعية في أوروبا، والصين، وكثير من أجزاء أخرى من العالم. وهناك عدد من الأبنية ذات الأسطح المبلطة التي شيدت من الجص على هياكل من الأعمدة الخشبية والتي تقع داخل الأسوار، وفي قلاع الوقت اللاحق، كانت بعض هذه الهياكل الصغيرة توضع فوق تلال صغيرة تغطيها الحجارة. كانت تلك الهياكل الخشبية مقاومة للحريق بشكل مدهش، بسبب استخدام الجص على الجدران. في بعض الأحيان جزء صغير من المبنى يبنى من الحجر، وذلك لتوفير مساحة لتخزين واحتواء البارود.
على الرغم من أن المنطقة داخل الجدران يمكن أن تكون كبيرة جدا، إلا أنها لم تشمل أي حقول أو منازل للفلاحين، وكانت الغالبية العظمى من الناس العامين تعيش خارج أسوار القلعة. أما الساموراي فقد عاشوا على وجه الحصر تقريبا داخل الأسوار، وكان الساموراي من الرتب العالية يعيشون أقرب إلى برج الدايميو المركزي. وفي بعض أكبر القلاع، مثل هيميجي، بني خندق داخلي ثانوي في المنطقة الوسطى بين المساكن المركزية وقسم المساكن الخارجية الأقرب إلى الجدار لتحديد مكان الساموراي الأخفض مرتبة. سمح لعدد قليل من العامة وخاصة أولئك الموظفون في خدمة الدايميو أو الخدم بالعيش داخل الجدران، وكثيرا ما كانت تخصص أجزاء للعيش فيها وفقا لأعمالهم وذلك من أجل رفع الكفاءة الإدارية للقلعة.

## التصميم

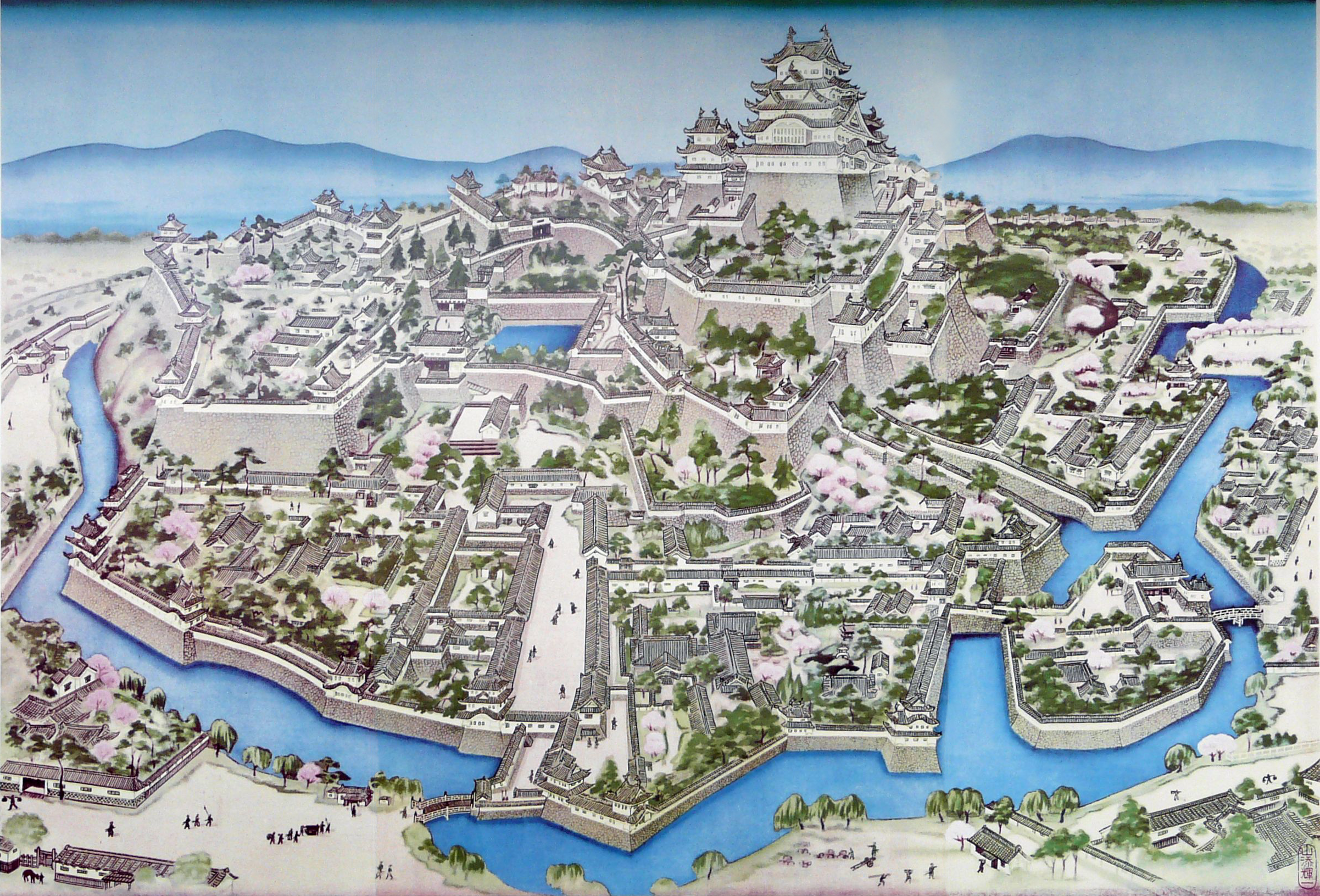
مخطط تصميم قلعة هيميجي.

إن الوسيلة الرئيسية للدفاع تكمن في ترتيب عدد من الأسوار التي تدعى «مارو» (丸). والتي تعني دائرة أو حلقة، والذي يشير هنا إلى أبواب القلعة والتي يفصل بينها أفنية. حيث أن بعض القلاع مرتبة في دوائر متمركزة، حيث تقع كل مارو ضمن مارو أكبر منها، في حين أن البعض الآخر من الآخر تكون المارو فيها على التوالي متجاورة، والأكثر استخداما هو الجمع بين هذين التصميمين. ولأن معظم القلاع اليابانية كانت قد بنيت على قمة جبل أو تلة فإن تضاريس المكان قد حدد الخطوط العريضة لتوضع المارو.
كان المارو الأكثر مركزية والذي تتضمن البرج الكبير يسمى هونمارو (本丸)، أما الثاني والثالث فيدعيان باسم ني نو مارو (二の丸) وسان نو مارو (三の丸) على التوالي. تتضمنت هذه المجالات الرئيسية البرج الرئيسي وإقامة الدايميو، والمخازن، وأماكن المعيشة للحامية. يكون في القلاع الأكبر أقسام إضافية محيطة تدعى سوتوغوروغا. في العديد من القلاع اليوم في اليابان لم يبق غير جزء هونمارو المركزي. أما قلعة نيجو في كيوتو فهي استثناء مثير للاهتمام، حيث أن ني نو مارو لا يزال قائما، في حين أن كل ما تبقى من هونمارو هو حجر الأساس.

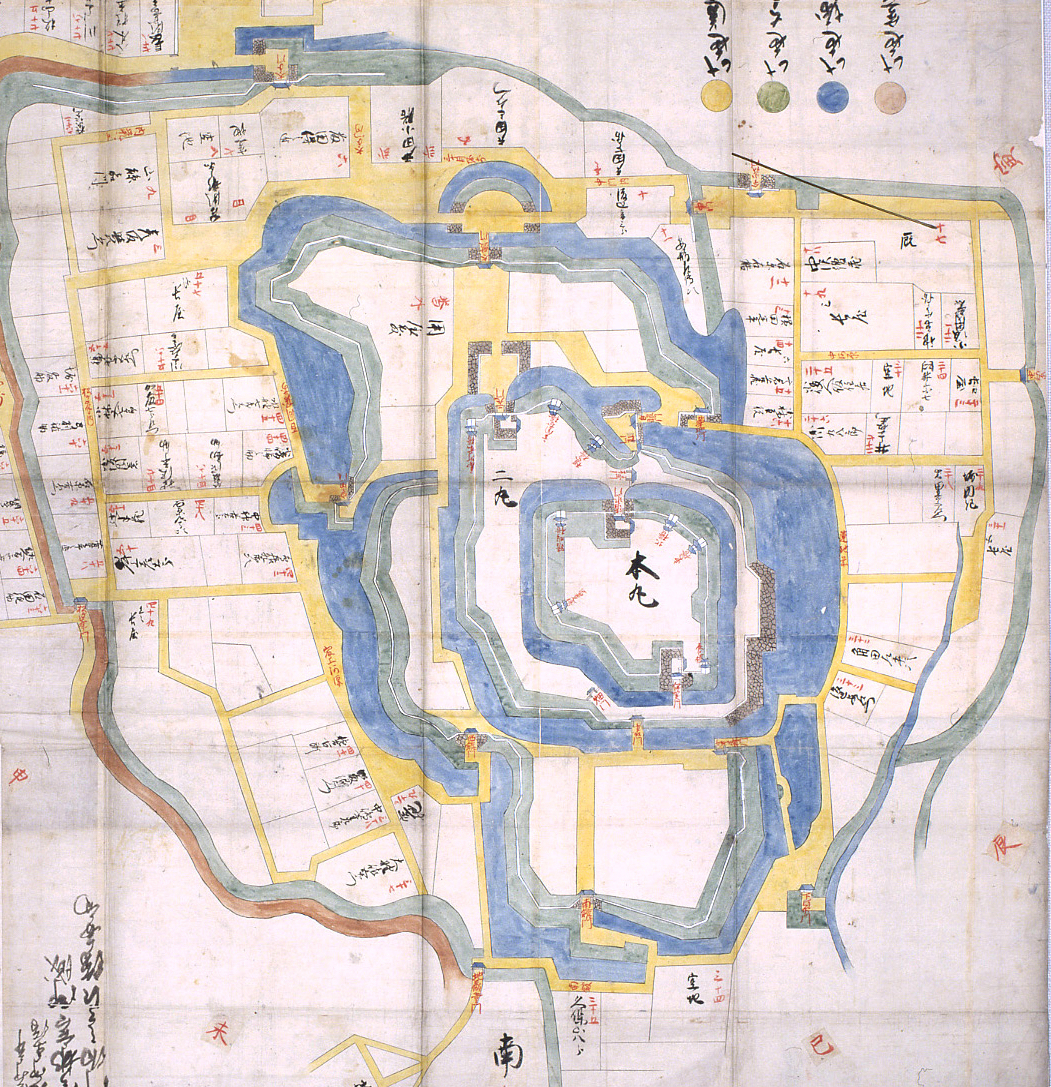
مخطط قلعة أوتسونوميا من فترة إيدو.

يعد ترتيب الأبواب والجدران واحدة من أهم الخلافات التكتيكية في التصميم بين القلعة اليابانية والأوروبية. حيث هناك نظام معقد من عدد كبير من الأفنية والبوابات المؤدية إلى البرج الوسطي والتي تخدم كواحدة من أهم العناصر الدفاعية. وكان هذا واضحا لا سيما في القلاع الكبيرة التي رتبت بعناية شديدة لعرقلة الجيش الغازي، والسماح باستعادة سهلة نسبيا للأجزاء الساقطة الخارجية بأيدي العدو من قبل حاميات الجزء الداخلي. وتعتبر الدفاعات في قلعة هيميجي هي مثال ممتاز على ذلك. وعلى اعتبار أنه نادرا ما تضمن الحصار تدمير واسع النطاق للجدران الخارجية للقلعة، فإن مصممي القلاع كانوا يتوقعون الطرق التي تمكن المدافعين عن السبل في حال أن جيش الغزاة تحرك ضمن القلعة من باب إلى آخر. حيث مع مرور جيش الغزاة بالإطارات الخارجية من قلعة هيميجي، فإنه سيجد نفسه مباشرة تحت نوافذ التي يسقط منها الصخور والرمال الساخنة، أو أشياء أخرى، وكذلك في وضع يسمح للرماة في قلعة الأبراج من إصابتهم بسهولة. كان البوابات كثيرا ما توضع في زوايا ضيقة، مما يشكل اختناق لمرور القوة الغازية، أو حتى بمجرد زاوية داخل فناء مربع. قد تقود الممرات في الكثير من الأحيان إلى أزقة عمياء، وكثيرا ما تمنع هذه الخطوة الغزاة من أن تكون قادرة على الرؤية إلى الأمام ومعرفة إلى أين تؤدي الممرات المختلفة.

## المباني

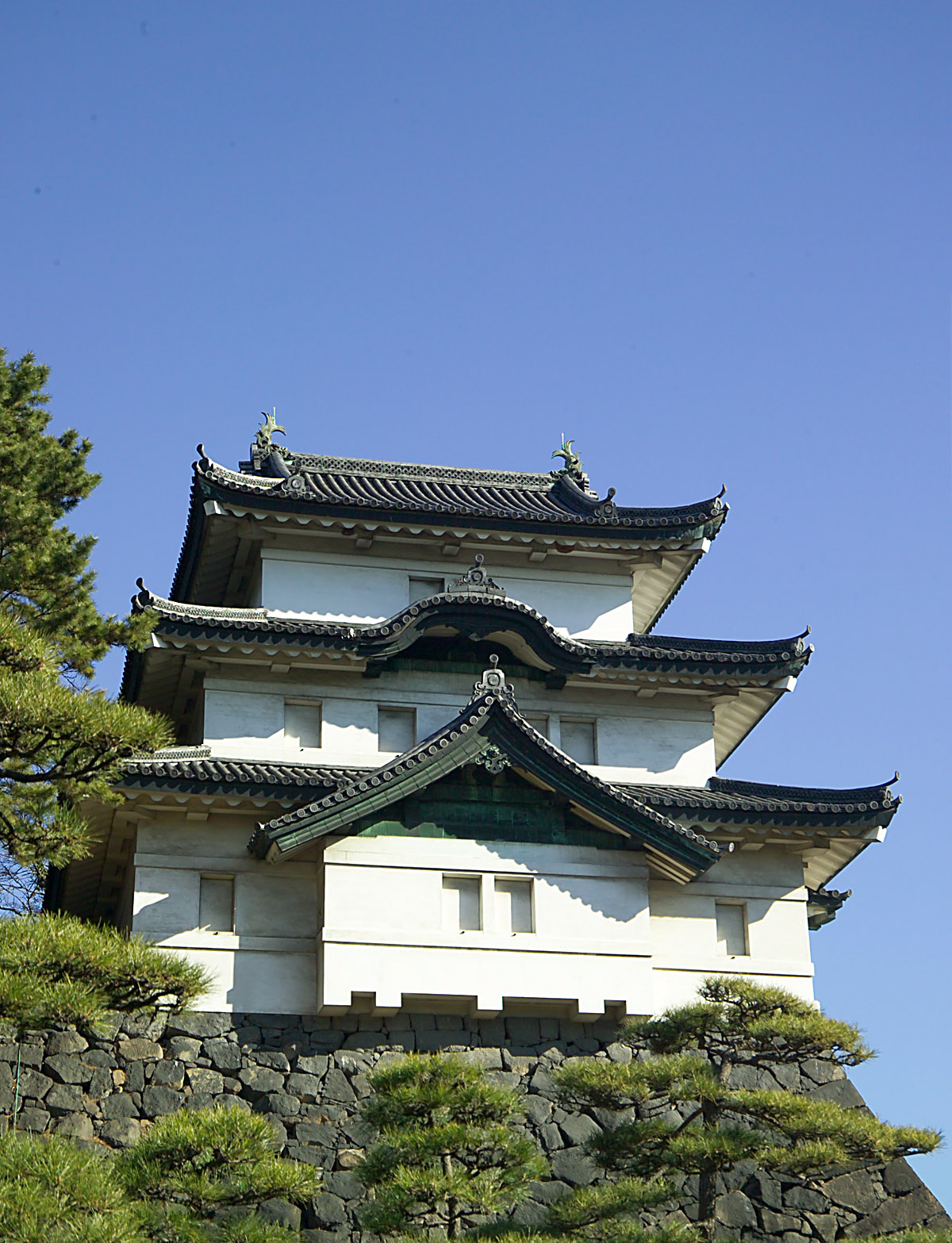
برج ياغورا في قلعة إيدو.

عادة ما يتكون برج القلعة من ثلاثة إلى خمسة طوابق طولا، وتعرف هذه الأبراج باسم تينشوكاكو، وقد تكون مرتبطة بعدد من المباني الصغيرة ذات ارتفاع من طابقين أو ثلاثة طوابق. بعض القلاع، ولا سيما قلعة أزوتشي لها أبراج يصل ارتفاعها إلى سبعة طوابق. على اعتباره أطول وأكبر المباني في القلعة وغالبا ما يكون أكبرها لذلك كان البرج هو مقر سكن الدايميو ومرافقيه في القيادة المركزية. الطريف في الأمر أن عدد الطوابق الذي يظهر كما تراه من الخارج نادرا ما يتوافق مع عدد الطوابق الفعلية للتصميم الداخلي، فعلى سبيل المثال، فما يبدو على أنه الطابق الثالث من الخارج قد يكون في الواقع هو الطابق الرابع. هذا الأمر ساعد بكل تأكيد في تضليل المهاجمين ومنعهم من معرفة أي طابق أو أي نافذة للهجوم عليها، بالإضافة إلى إرباك المهاجم بعض الشيء في حال قام بشق طريقه داخل القلعة.
كان يدافع عن البرج بواسطة الجدران والأبراج، ولم يكن يتجاهل على الإطلاق منظره الجمالي، حيث أن بعض أبراج القلاع في اليابان بنيت مع إيلاء الاهتمام لجمالها أكثر من وظيفتها الدفاعية. كانت الأبراج تهدف إلى أن تكون مؤثرة، ليس فقط في حجمها وقوتها العسكرية، بل أيضا في جمالها وما يعكسه ذلك من ثروة الدايميو.
وفي الحالات التي يتم غزو القلعة من جانب قوات العدو، فإن الأبراج تكون بمثابة آخر معقل للجوء، والنقطة التي يخطط فيها للهجمات المضادة ومحاولات استعادة السيطرة على القلعة. إذا سقطت القلعة في نهاية المطاف فإن بعض الغرف داخله البرج ستكون مكانا لإجراء الهاراكيري (الطقوس الانتحارية) للدايميو وأسرته، والمقربين منه.
تصطف الحواجز فوق جدران القلعة كما تزرع أشجار على طول الجدران عادة ما تكون أشجار الصنوبر والتي ترمز إلى الأبدية أو الخلود. هذه قدمت خدمة مزدوجة وذلك بغرض إضفاء منظر طبيعي خلابة إلى منزل الدايميو، وكذلك لإخفاء القلعة عن أعين الجواسيس أو الكشافة. 
كان هناك مجموعة من الأبراج والتي تدعى ياغورا 橹، توضع في زوايا الجدران، فوق البوابات، أو في غيرها من المواقف والتي تخدم في عدد من الأغراض. حيث أن بعضها استخدم لأغراض دفاعية واضحة وكأبراج مراقبة، والبعض الآخر استخدم بمثابة أبراج المياه، أو لإقامة الحفلات تحت ضوء القمر. حيث أنها لم تكن مجرد هياكل عسكرية بحتة، ولكن عناصر معمارية تخدم أغراض مزدوجة. فعلى سبيل المثال وإن كانت الحدائق والبساتين في المقام الأول لمجرد غرض إضافة الجمال وقدر من الرفاهية إلى المسكن، كما أنها كانت توفر الماء والفاكهة في حالة اللزوم وخاصة في حالات الحصار، وكذلك الخشب لمجموعة متنوعة من الأغراض.

## اقرأ أيضا
- غوسوكو